# クラウドブリック ラボ
Cloudbric Labsは、Webセキュリティ専門企業のクラウドブリック株式会社(英文名：Cloudbric Corp.)で提供する無料Webセキュリティツールである。開発者・Webマスターなど、ウェブサイトに関心のある人々向けに設計された。
誰でもCloudbric Labsの情報を独自のセキュリティプラットフォームに統合出来るように、APIを提供している。

## 構成
```
BlackIPedia
：BlackIPediaは、24時間毎にアッデートされるBlack IP（攻撃IP）アドレスの集合体(
ブラックリスト
)であり、CloudbricのWAF(
Web Application Firewall
)で実際に検知された攻撃データを基盤に生成される。

Threat Index
：ウェブ関連の新型脆弱性及び脅威に対する分析報告書

WAFER
：WAF(Web Application Firewall)の検知機能、性能評価サービス
```

## 受賞
2018年、Cybersecurity Excellence Awards：今年のサイバーセキュリティプロジェクト(アジア太平洋)「金賞」受賞

## 関連リンク
- 公式ウェブサイト